# Amblycheila picolominii
Amblycheila picolominii är en skalbaggsart som beskrevs av Reiche 1839. Amblycheila picolominii ingår i släktet Amblycheila och familjen jordlöpare. Inga underarter finns listade i Catalogue of Life.